# Saint Seiya : Les Chevaliers du Zodiaque
Saint Seiya : Les Chevaliers du Zodiaque (聖闘士星矢: Knights of the Zodiac, Seinto Seiya: Knights of the Zodiac) est une série d'animation japonaise réalisée par Toei Animation réadaptant le manga Saint Seiya. 
La première saison de 12 épisodes est produite par Netflix et diffusée le 19 juillet 2019 pour la première partie et le 23 janvier 2020 pour la seconde. La diffusion de la deuxième saison a débuté le 31 juillet 2022 sur la plateforme de streaming Crunchyroll. Une troisième saison est en production.

## Synopsis
Lors d’une confrontation avec des voyous, Seiya, un jeune adolescent de 13 ans se découvre un pouvoir surpuissant appelé le Cosmos. Des gens l’ont filmé, ce qui a fait le tour d’internet, il est alors enlevé par Mitsumasa Kido, qui lui apprend que les Chevaliers d’Athéna sont les principaux détenteurs du Cosmos. Il lui propose de partir à Kamos pour y devenir le Chevalier de Pégase, la plus puissante armure de bronze. De plus Seika, la grande sœur de Seiya, est enlevée un soir par un homme avec une armure dorée (qui en fait se trouve être un Chevalier). Mitsumasa Kido a bien vu que Seiya avait des pouvoirs phénoménaux, ce qui l’assure que Seiya est le Chevalier Pégase. Six ans après, Seiya, 19 ans, devenu Chevalier de Pégase, décide de se rendre à un tournoi de Chevaliers clandestin, organisé par la petite fille de Mitsumasa Kido, Saori Kido. Tout se passe bien jusqu’à ce que Vender Graad, ennemi de Mitsumasa Kido, envoie des missiles et des tanks sur les Chevaliers accompagnés d'Ikki, le grand frère d’une participante, Shun. Les Chevaliers vont devoir s’entraider pour réussir à battre Vender sans savoir que Saori est en fait la réincarnation d’Athéna.

## Personnages
Seiya (天馬星座の星矢, Pegasasu no Seiya)
Voix japonaise : Masakazu Morita, Yukiko Morishita (ja) (enfant), voix française : Maxime Baudouin
Shiryu (龍星座の紫龍, Doragon no Shiryū)
Voix japonaise : Takahiro Sakurai, voix française : Benjamin Pascal
Hyôga (白鳥星座の氷河, Kigunasu no Hyōga)
Voix japonaise : Hiroaki Miura (ja), voix française : Frank Sportis
Shun (アンドロメダ星座の瞬, Andoromeda no Shun)
Voix japonaise : Satomi Satō, voix française : Justine Berger
Ikki (鳳凰星座の一輝, Fenikkusu no Ikki)
Voix japonaise : Katsuyuki Konishi, voix française : Julien Kramer
Saori Kido (城戸 沙織, Kido Saori)
Voix japonaise : Fumiko Orikasa, voix française : Virginie Ledieu
Tokumaru Tatsumi (辰巳 徳丸, Tatsumi Tokumaru)
Voix japonaise : Hisao Egawa
Aiolia (獅子座のアイオリア, Reo no Aioria)
Voix japonaise : Hideyuki Tanaka, voix française : Antoine Nouel
Dohko (天秤座の童虎, Raibura no Dōko)
Voix japonaise : Hiroshi Iwasaki (ja)
Mū (牡羊座のムウ, Ariesu no Mū)
Voix japonaise : Takumi Yamazaki
Shaka (乙女座のシャカ, Barugo no Shaka)
Voix japonaise : Yūji Mitsuya
Jabu (一角獣星座の邪武, Yunikōn no Jabu)
Voix japonaise : Hideo Ishikawa
Ban (子獅子星座の蛮, Raionetto no Ban)
Voix japonaise : Hisafumi Oda (ja)
Nachi (狼星座の那智, Urufu no Nachi)
Voix japonaise : Takeshi Kusao
Geki (大熊星座の檄, Beā no Geki)
Voix japonaise : Kōhei Fukuhara (ja)
Ichi (海ヘビ星座の市, Hidora no Ichi)
Voix japonaise : Masaya Onosaka (ja)
Cassios (カシオス, Kashiosu)
Voix japonaise : Toshitsugu Takashina (ja)
Mitsumasa Kido (城戸 光政, Kido Mitsumasa)
Voix japonaise : Katsuhisa Hōki (ja), voix française : Michel Papineschi
Seika (星華)
Voix japonaise : Yukiko Motoyoshi (ja)
Shunrei (春麗)
Voix japonaise : Haruka Terui (ja)
Marine (鷲星座の魔鈴, Īguru no Marin)
Voix japonaise : Fumiko Inoue (ja)
Shaina (蛇遣い星座のシャイナ, Opyukusu no Shaina)
Voix japonaise : Yuka Komatsu (ja), voix française : Victoria Grosbois
Vendor Graade (ベンダー・グラアード, Bendā Guraādo)
Voix japonaise : Hideaki Tezuka (ja), voix française : Michel Vigné
Maître du tournoi (トーナメント・マスター, Tōnamento masutā)
Voix japonaise : Masaya Takatsuka (ja)
Narrateur (ナレーター, Narētā)
Voix japonaise : Hideyuki Tanaka

## Liste des épisodes

### Saison 1

#### PartieI
| No | Titre français        | Titre japonais | Titre japonais  | Date de 1re diffusion |
| No | Titre français        | Kanji          | Rōmaji          | Date de 1re diffusion |
| -- | --------------------- | -------------- | --------------- | --------------------- |
| 1  | Seiya                 | 星矢           | Seiya           | 19 juillet 2019       |
| 2  | Enflamme ton cosmos ! | コスモを燃やせ | Kosumo o moyase | 19 juillet 2019       |
| 3  | Face au Dragon        | ドラゴン登場   | Doragon tōjō    | 19 juillet 2019       |
| 4  | Chaîne nébulaire      | 星雲鎖         | Nebyura Chēn    | 19 juillet 2019       |
| 5  | Les Chevaliers noirs  | 暗黒聖闘士     | Burakku Seinto  | 19 juillet 2019       |
| 6  | Les Ailes du Phénix   | 蘇る不死鳥     | Fenikkusu       | 19 juillet 2019       |

#### PartieII
| No | Titre français                           | Titre japonais                       | Titre japonais                                        | Date de 1re diffusion |
| No | Titre français                           | Kanji                                | Rōmaji                                                | Date de 1re diffusion |
| -- | ---------------------------------------- | ------------------------------------ | ----------------------------------------------------- | --------------------- |
| 7  | Les Chevaliers d'argent                  | シルバーナイト                       | Shirubānaito                                          | 22 janvier 2020       |
| 8  | Marée montante                           | 上昇する潮                           | Jōshō suru shio                                       | 22 janvier 2020       |
| 9  | Protéger Athéna                          | アテナを守る                         | Atena o mamoru                                        | 22 janvier 2020       |
| 10 | Le Défi                                  | 挑戦                                 | Chōsen                                                | 22 janvier 2020       |
| 11 | La Prophétie                             | 予言                                 | Yogen                                                 | 22 janvier 2020       |
| 12 | Une guerre prend fin, une autre commence | 一つの戦争が終わり、別の戦争が始まる | Hitotsu no sensō ga owari,-betsu no sensō ga hajimaru | 22 janvier 2020       |

### Saison 2
| No | Titre français                   | Titre japonais             | Titre japonais | Date de 1re diffusion |
| No | Titre français                   | Kanji                      | Rōmaji         | Date de 1re diffusion |
| -- | -------------------------------- | -------------------------- | -------------- | --------------------- |
| 1  | Les douze maisons                | 十二宮                     |                | 31 juillet 2022       |
| 2  | Le septième sens                 | セブンセンシズ             |                | 31 juillet 2022       |
| 3  | L'Île d'Andromède                | アンドロメダ島             |                | 7 août 2022           |
| 4  | Cœur de glace                    | 氷の心                     |                | 14 août 2022          |
| 5  | Le royaume des morts             | 黄泉比良坂                 |                | 21 août 2022          |
| 6  | Le dragon s'élève à nouveau      | 紫龍復活                   |                | 28 août 2022          |
| 7  | La bataille de la maison du Lion | 獅子の闘い                 |                | 4 septembre 2022      |
| 8  | Les chevaliers squelettes        | 骸骨聖闘士(スカルセイント) |                | 11 septembre 2022     |
| 9  | Reflets                          | 鏡の中の敵                 |                | 18 septembre 2022     |
| 10 | Aussi puissant qu’un dieu        | もっとも神に近い男         |                | 25 septembre 2022     |
| 11 | Le Trésor divin                  | 天舞宝輪                   |                | 2 octobre 2022        |
| 12 | Les secrets du Sanctuaire        | 聖域(サンクチュアリ)の秘密 |                | 9 octobre 2022        |

## Accueil
Avant même le début de la diffusion, une polémique surgit lorsqu'une première bande-annonce révélé que le personnage de Shun, un homme dans le manga et la série originaux, a été changé en personnage féminin. Si le scénariste Eugene Son justifie ce changement par un besoin de plus de représentation féminine afin d'adapter la série à l'époque actuelle, certains fans rappellent que l'existence de Saints féminins est en contradiction flagrante avec le canon de l'œuvre originale.